# Air Force One ne répond plus
Pour les articles homonymes, voir Air Force One (homonymie).
Pour plus de détails, voir Fiche technique et Distribution.
Air Force One ne répond plus (Air Force One Is Down) est un téléfilm américain en deux parties réalisé par Cilla Ware et diffusé en 2013.
Il est basé sur l'histoire d'Alistair MacLean, lui-même basé sur une nouvelle de 1981 de John Denis.
Il est diffusé en France pour la première fois le 7 mai 2013 sur M6

## Synopsis
Markey, capitaine dans l'armée américaine, est envoyé en Serbie pour arrêter un criminel de guerre, Dragutin. Au même moment, la présidente Rowntree s'envole à bord de l'avion présidentiel Air Force One avec une jeune journaliste, Romero. Mais l'avion est piégé et doit atterrir d'urgence en Serbie, où se trouve le bras droit de Dragutin, un certain Petrovic. Markey ignore que Petrovic est en fait un agent britannique du MI5…

## Fiche technique
- Titre original : Air Force One Is Down
- Titre français : Air Force One ne répond plus
- Réalisation : Cilla Ware
- Scénario : Niall Leonard
- Photographie : Maxime Alexandre
- Durée : 164 min
- Pays :  États-Unis
- Langue : Anglais
- Genre : Catastrophe
- Dates de diffusion :
  -  États-Unis : 2013
  -  France : 7 mai 2013 sur M6

## Distribution
- Jeremy Sisto (V. F. : Vincent Violette) : Fergus Markey
- Emilie de Ravin (V. F. : Karine Foviau) : Francesca Romero
- Rupert Graves : Arkady Dragutin
- Linda Hamilton (V. F. : Véronique Augereau) : Harriet Rowntree
- Ken Duken : Petrovic
- Jamie Thomas King (V. F. : Alexandre Gillet) : Steven Featherstone
- Cas Anvar (V. F. : Jean-Marc Charrier) : Kamel
- Paul Birchard : Général Greaves
- Carsten Norgaard : Kosinski